# 우에마쓰 노부오

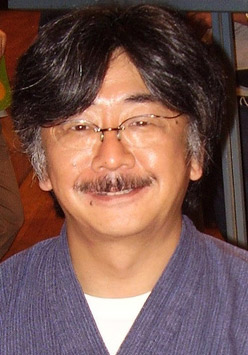
우에마쓰 노부오

우에마쓰 노부오(植松伸夫, うえまつのぶお) (1959년 3월 21일 - )는 일본의 게임 음악 작곡가이다. 유한회사 SMILEPLEASE 대표. 고치현 고치시 출신.

## 약력
- 카나가와 대학 외국어학부 졸업. 레코드 가게에서 아르바이트를 하다가 사카구치 히로노부와 만나 그의 권유로 스퀘어에닉스에 입사한다.
- 1999년 자신이 작곡, 프로듀스하고 왕페이가 부른 파이널판타지VIII의 주제가 'Eyes On Me'는 50만장의 판매고를 올리며 히트, 오리콘 싱글차트 9위에 오른다(외국노래 차트에서는 19주 연속 1위를 기록). 제14회 일본 골든디스크 대상(일본어: 日本ゴールドディスク大賞)에서 'Song of the Year' 양악(洋楽)부문을 수상한다. 게임 음악의 골든디스크 수상은 최초라고 한다.
- 2001년 5월 미국 타임지의 특집기사 'Time 100: The Next Wave - Music'에서 음악의 혁신자 중 한 사람으로 소개되었다.
- 2004년 10월 스퀘어에닉스를 퇴사하고 'SMILEPLEASE'를 설립했다.
- 2006년 11월 자신의 앨범을 내기 위한 레이블 'DOG EAR RECORDS'를 설립했다.